# Rumunji u Mađarskoj
Rumunji su jedna od nacionalnih manjina u Mađarskoj.
Prema mađarskim službenim statistikama, u Mađarskoj je 2001. živio 14.781 Rumunj.
8.215 stanovnika Mađarske govori rumunjski s članovima obitelji ili prijateljima, a 9.162 ima afinitet s kulturnim vrijednostima i tradicijama rumunjskog naroda.